# William D. Kelley
Pour les articles homonymes, voir Kelley.
William D. Kelley (12 avril 1814 - 9 janvier 1890) était un député républicain originaire de Pennsylvanie. 
William Darrah Kelley est né à Philadelphie. Il commença sa carrière comme juge dans cette ville en 1846-1856. Il fut élu au Congrès américain en 1860. En 1871, il fut le premier à suggérer la création d'un parc national au Yellowstone.